# 山口油屋福太郎
株式会社山口油屋福太郎（やまぐちあぶらやふくたろう）は、総合卸問屋で辛子明太子などを製造及び販売している企業である。同社が展開する辛子明太子屋「福太郎」は、業界では珍しいマスコットキャラクター「らんくん」を作り、グッズ販売なども手がけている。くすりの福太郎とは全く関係がない。

## 概要
油屋から出発し、今ではスーパーマーケットやファミリーレストラン他、様々な業種に食材を卸す、総合食品問屋へと発展した。辛子明太子の製造は、1973年から始め、1974年から福太郎という屋号で「味のめんたい福太郎」というブランドの明太子を販売開始した。
同社は、様々な明太子のブランド開発を手がけているのが特徴で、辛味のない唐辛子を使って製造した「お子さまめんたい」、大吟醸「日子の詩」を使った上質な明太子「大吟醸めんたい」、ワインを使った調味液で漬け込み赤唐辛子と黒胡椒の2種類の辛味が楽しめる明太子「洋風Wineめんたい 赤と黒」など豊富に取り揃えている。その他にも、辛子明太子風味せんべい「めんべい」が大変人気で、博多土産として喜ばれているほか、めんたい風味かりんとう、めんたい風味のど飴などユニークなお菓子、ラーメン、辛子高菜なども販売している。
2009年には、辛子明太子屋「福太郎」の母体である同社が創業100周年を迎えたため、これを記念した「百周年記念明太子」や、同社の特徴を生かした明太子ブランドを一堂に集めた百周年記念セット「百賀」（通信販売限定）を期間限定発売している。
直営店は、9店舗を展開しているほか、岩田屋、大丸などの百貨店や博多駅、福岡空港など福岡を中心に販売している。このほか、インターネット、電話、FAX、封書などの通信販売も受け付けている。
北海道の小清水町にもじゃがいもでんぷんを原料とした煎餅「ほがじゃ」の製造をメインとした「山口油屋福太郎 小清水北陽工場」を構え、工場内には直売店を設置。本社工場の製品であるめんたい風味かりんとう等も売られているほか、本社のオンラインショップとは別に、小清水北陽工場が運営する「ほがじゃオンラインショップ」も展開している。（オンラインショップでは小清水北陽工場の製品のみ販売）なお、本社製品であるめんべいが「め」と大きく書かれたパッケージであるのに対し、ほがじゃのパッケージには「ほ」と大きく書かれている。

## 沿革
- 1909年（明治42年）3月 初代山口源一により、福岡市新瓦町で食用油の製造業を創業。
- 1955年（昭和30年）1月 有限会社山口油屋に法人化、代表取締役に山口重就任、業務用食品全般を取扱う。
- 1974年（昭和49年）11月 博多税務署より優良申告法人に指定。
- 1975年（昭和50年）4月 株式会社山口油屋に改組し、外食業務に関連する資材を含め、総合食品問屋に発展。
- 1984年（昭和59年）8月 株式会社山口油屋福太郎に社名変更、代表取締役に山口毅就任。
- 1988年（昭和63年）4月 営業本部・工場を、南区五十川に新築移転。
- 1992年（平成4年）4月  配送センター（4,290m2）、冷凍庫（660m2）を南区五十川に新設。
- 1996年（平成8年）11月 第三工場を同敷地内に建築。
- 2001年（平成13年）5月 酒類販売開始。
- 2009年（平成21年）3月 創業100周年を迎える。
- 2014年（平成26年）7月 閉校となった福岡県立田川商業高等学校の体育館を改装し、めんべい添田町工場を開設[2]。

## 関連会社
- 福太郎本舗株式会社（めんたい等の加工製造）
- 福太郎インポート株式会社（輸入業務）
- ぎょらん株式会社（原卵）
- 有限会社山口倉庫（賃貸倉庫）
- 福太郎株式会社（酒造蔵・めんべいの加工製造）
- 天拝の郷株式会社（温浴飲食施設）
- 北海道福太郎株式会社（販売業務）
- 株式会社YTK（販売業務）